# Axel von Sneidern
Axel Wilhelm Teodor von Sneidern (i riksdagen kallad von Sneidern i Berg), född den 9 september 1875 i Skallsjö socken i Älvsborgs län, död den 23 maj 1950 i Holm, Älvsborgs län, var en svensk ingenjör, jurist, landshövding och politiker (liberal). Han var son till civilingenjören Wilhelm von Sneidern samt dotterson till riksdagsmannen Theodor Berg. Axel von Sneidern var från 1917 gift med Julia Kinberg i hennes andra äktenskap.
Axel von Sneidern studerade till civilingenjör vid Tekniska högskolan och var 1896–1901 verksam som ingenjör, men bytte sedan till juridikstudier. Han blev juris kandidat 1906 vid Uppsala universitet och arbetade därefter åt olika industriföretag i Norrköping, Storbritannien och Tyskland. Efter en tids verksamhet som advokat i Göteborg köpte han 1907 Bergs säteri i Holm, där han också var kommunalstämmans ordförande 1914–1921 och kommunalfullmäktiges ordförande 1919–1921. Han var landshövding i Älvsborgs län 1922–1941.
von Sneidern var riksdagsledamot 1912–1927, åren 1912–1920 i andra kammaren för Älvsborgs läns norra valkrets och 1921–1927 i första kammaren för Älvsborgs läns valkrets. Han tillhörde Frisinnade landsföreningens riksdagsgrupp Liberala samlingspartiet, efter den liberala partisplittringen Liberala riksdagspartiet. I riksdagen var han bland annat ordförande i andra kammarens tredje tillfälliga utskott 1912–1917, i andra lagutskottet 1920–1921 i andra särskilda utskottet 1922 och i första särskilda utskottet 1927. Han var särskilt engagerad i jordbruks- och förvaltningsfrågor, och var också flitigt anlitad som ledamot eller ordförande i olika statliga utredningar.
von Sneidern invaldes 1926 som ledamot av Lantbruksakademien.